# Пириул-Пинтей
Пириул-Пинтей (рум. Pârâul Pântei) — село у повіті Нямц в Румунії. Входить до складу комуни Борка.
Село розташоване на відстані 304 км на північ від Бухареста, 49 км на північний захід від П'ятра-Нямца, 134 км на захід від Ясс.

## Населення
За даними перепису населення 2002 року у селі проживали 565 осіб, усі — румуни. Усі жителі села рідною мовою назвали румунську.